# Couronne d'Or
La Couronne d'Or était la patrouille acrobatique nationale d'Iran. Elle faisait partie de la Force aérienne impériale iranienne. Créée en 1958, elle a été dissoute en 1979, à la Révolution islamique.